# Frutis emarginata
Frutis emarginata är en insektsart som beskrevs av Jacobi 1944. Frutis emarginata ingår i släktet Frutis och familjen Eurybrachidae. Inga underarter finns listade i Catalogue of Life.